# Falta criminal
Una falta criminal es cualquier acto criminal menor en el derecho anglosajón, donde se le conoce como misdemeanour en inglés y como misdemeanor en el dialecto estadounidense. Las faltas criminales generalmente se castigan con menos severidad que los delitos más graves, pero teóricamente con más severidad que las infracciones administrativas (también conocidas como delitos menores, menores o sumarios ) y las infracciones reglamentarias.
Por lo general, las faltas criminales se castigan con penas de prisión de no más de un año, multas monetarias o servicio comunitario; el horizonte de menos de un año suele establecer, en los EE. UU., la frontera entre la falta criminal y el delito grave o felony, que es sentenciable con un año o más de prisión.

## Distinción entre delitos graves y faltas criminales

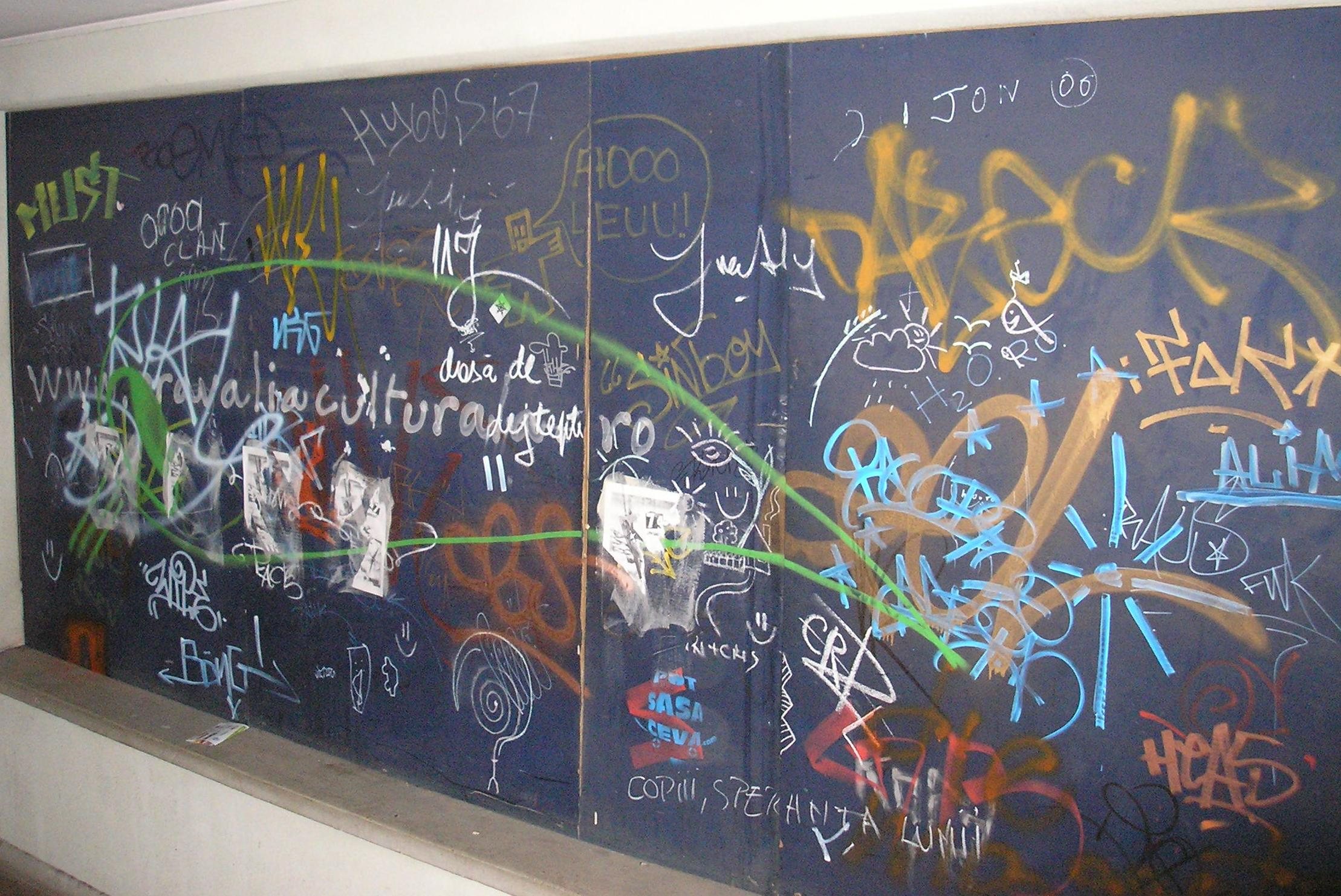
En Estados Unidos, los Grafitis son una forma común de falta criminal vandálica, aunque en muchos estados ahora ya no son falta criminal sino un delito grave.

Una falta criminal se considera un delito de menor gravedad, y un delito grave, uno de mayor gravedad. El castigo máximo por una falta criminal es menor que el de un delito grave, según el principio de que el castigo debe ser proporcional al delito. Un estándar de medición es el grado en el cual un delito afecta a otros o a la sociedad. Se han desarrollado métodos para medir el grado de gravedad de un delito.
En los Estados Unidos, el gobierno federal generalmente considera que un delito punible con pena de prisión de no más de un año o una pena menor es una falta criminal. Todos los demás delitos se consideran delitos graves. Muchos estados de EE. UU. también emplean la misma distinción o una similar.
La distinción entre delitos graves y faltas ha sido abolida en varias jurisdicciones de derecho consuetudinario, en particular en el Reino Unido y Australia. Estas jurisdicciones generalmente han adoptado otra clasificación (en el Reino Unido la esencia de la distinción original permanece, sólo ligeramente alterada): en los países de la Commonwealth Australia, el Canadá, Nueva Zelandia, y el Reino Unido, los delitos se dividen en delitos sumarios y delitos procesables. La República de Irlanda, antiguo miembro de la Commonwealth, también utiliza estas divisiones.
En algunas jurisdicciones, aquellos que son condenados por una falta criminal son conocidos como faltantes criminales (inglés: misdemeanants), a diferencia de aquellos condenados por un delito grave que son conocidos como delincuentes (inglés: felons). Dependiendo de la jurisdicción, los ejemplos de faltas criminales pueden incluir: hurto menor, prostitución, intoxicación pública, agresión simple, alteración del orden público, allanamiento, hurto en tiendas, vandalismo, conducción imprudente, exposición indecente, contacto físico forzado y posesión de cannabis para uso personal.

## Cuando una falta criminal se convierte en un delito grave
En los Estados Unidos, incluso si un cargo criminal por la conducta del acusado normalmente es una falta criminal, a veces un faltante criminal reincidente será acusado de un delito grave. Por ejemplo, la primera vez que una persona comete ciertos delitos, como agresión conyugal, normalmente es una falta criminal, pero la segunda vez puede convertirse en un delito grave.  Otras faltas criminales pueden convertirse en delitos graves según el contexto. Por ejemplo, en algunas jurisdicciones el delito de exposición indecente normalmente podría clasificarse como una falta criminal, pero podría ser acusado como un delito grave cuando se comete delante de un menor.

## Sanciones
Las faltas criminales generalmente no resultan en la restricción de los derechos civiles, pero pueden resultar en la pérdida de privilegios, como licencias profesionales, cargos públicos o empleo público.  A estas secuelas se les llama consecuencias colaterales de los cargos criminales. Esto es más común cuando el delito menor está relacionado con el privilegio en cuestión (como la pérdida de una licencia de taxista después de una condena por conducción imprudente), o cuando se considera que el delito menor involucra depravación moral.  En general, se evalúa caso por caso.

### Estados Unidos
En los Estados Unidos, las faltas criminales son típicamente delitos con un castigo inferior a un año de encarcelamiento, generalmente en una cárcel local.  Esto contrasta con los delincuentes, quienes normalmente son encarcelados en una prisión. Jurisdicciones tales como Massachusetts y Pensilvania son excepciones notables: el castigo máximo por algunas faltas criminales en Massachusetts es de hasta dos años y medio de prisión  y de hasta cinco años de prisión en Pensilvania por faltas criminales de primer grado. Las personas condenadas por faltas criminales a menudo son castigadas con libertad condicional, servicio comunitario, pena de cárcel corta o encarcelamiento a tiempo parcial; por ejemplo, una sentencia que puede cumplirse los fines de semana.
La Constitución de los Estados Unidos establece que el presidente puede ser sometido a juicio político y posteriormente destituido de su cargo si el Congreso lo encuentra culpable de "grandes delitos y faltas criminales" (en inglés, «high crimes and misdimeanors»). Tal como se utiliza en la Constitución, el término "falta criminal" se refiere en sentido amplio a actos delictivos, a diferencia de la distinción entre delito grave y falta criminal que se utiliza en los códigos penales modernos.  La definición de lo que constituye "grandes delitos y faltas criminales" a efectos de un juicio político queda a criterio del congreso. 

### Singapur
En Singapur, los acusados de faltas criminales generalmente reciben una sentencia de prisión de varios meses, pero ante ciertos crímenes específicos, los sospechosos son sentenciados a una sentencia más severa. Un ejemplo es la pena impuesta por vandalismo, que es una multa que no excede los S$2.000 o una pena de prisión que no excede los tres años, y también un castigo corporal de no menos de tres golpes y no más de ocho golpes con el uso de un bastón .

## Clases de faltas criminales
Dependiendo de la jurisdicción, pueden existir varias clases de faltas criminales. Las formas de castigo pueden variar ampliamente entre esas clases. Por ejemplo, el gobierno federal y algunos gobiernos estatales de los Estados Unidos dividen las faltas criminales en varias clases: algunas de ellas se castigan con prisión y otras sólo con una multa.  En la ley de Nueva York, una falta criminal de clase A, que entre otras cosas incluye el delito sexual de contacto físico forzado, conlleva una pena máxima de un año de prisión, mientras que una falta criminal de clase B "no excederá los tres meses". En Nueva York hay tres clases de faltas criminales: A, B y no clasificadas. 
Virginia tiene cuatro clases de faltas criminales: las de clase 1 y clase 2 se castigan con penas de prisión de doce y seis meses, respectivamente, y las de clase 3 y clase 4 son faltas criminales sin prisión que se pagan con multas.  

### Faltas criminales no clasificadas

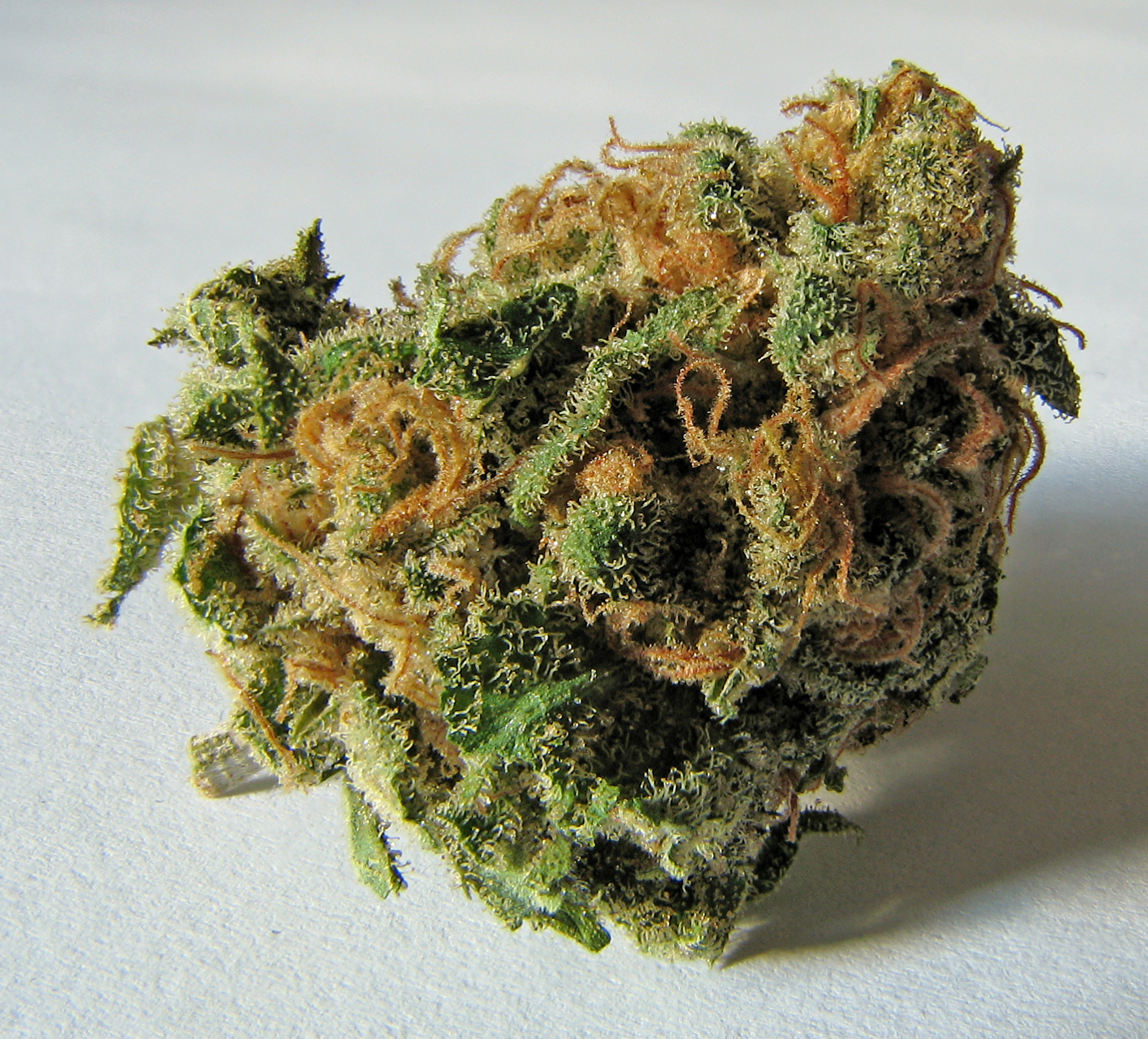
La posesión de cannabis puede ser una falta criminal no clasificada en algunas partes de Estados Unidos.

En los Estados Unidos, cuando un estatuto no especifica la clase de una falta criminal, puede denominarse falta criminal no clasificada. Los legisladores suelen promulgar este tipo de leyes cuando desean imponer sanciones que quedan fuera del marco especificado por cada clase.

## Inglaterra y Gales
Todas las distinciones entre delitos graves y faltas criminales fueron abolidas por la sección 1(1) de la Ley de Derecho Penal de 1967. 